# Mertzen
Mertzen je francouzská obec v departementu Haut-Rhin v regionu Grand Est. V roce 2018 zde žilo 202 obyvatel.

## Poloha obce
Sousední obce jsou: Fulleren, Hindlingen, Saint-Ulrich a Strueth.

## Vývoj počtu obyvatel
Počet obyvatel